# New Balance Indoor Grand Prix 2014
New Balance Indoor Grand Prix 2014 – halowy mityng lekkoatletyczny, który odbył się 8 lutego 2014 w Bostonie.
Zawody były czwartą odsłoną prestiżowego cyklu IAAF Indoor Permit Meetings w sezonie 2014.

## Rezultaty
| NR – rekord kraju \| WL – najlepszy tegoroczny wynik na listach światowych \| MR – rekord mityngu |

### Mężczyźni
| Konkurencja:   | 1. miejsce      | Rezultat   | 2. miejsce        | Rezultat | 3. miejsce      | Rezultat |
| Bieg na 60 m   | Marvin Bracy    | 6,53       | Joe Morris        | 6,55     | Michael Rodgers | 6,56     |
| Bieg na 500 m  | Jarrin Solomon  | 1:01,84    | Renny Quow        | 1:01,90  | Calvin Smith    | 1:03,78  |
| Bieg na milę   | Nick Willis     | 3:57,41    | Patrick Casey     | 3:58,18  | Nate Brannen    | 3:58,37  |
| Bieg na 3000 m | Hagos Gebrhiwet | 7:34,13 WL | Dejen Gebremeskel | 7:34,70  | Ryan Hill       | 7:34,87  |
| Pchnięcie kulą | Joe Kovacs      | 21,35      | Ryan Whiting      | 21,18    | Cory Martin     | 20,63    |

### Kobiety
| Konkurencja:      | 1. miejsce        | Rezultat    | 2. miejsce        | Rezultat | 3. miejsce     | Rezultat |
| Bieg na 60 m      | Tianna Bartoletta | 7,22        | Bianca Knight     | 7,25     | Jessica Young  | 7,28     |
| Bieg na 400 m     | Natasha Hastings  | 52,05       | Regina George     | 52,20    | Jessica Beard  | 53,19    |
| Bieg na 1000 m    | Mary Cain         | 2:35,80 WJR | Chanelle Price    | 2:36,63  | Sarah Brown    | 2:36,90  |
| Bieg na 2000 m    | Kim Conley        | 5:41,10     | Emma Coburn       | 5:47,20  | Lucy Van Dalen | 5:47,62  |
| Bieg na dwie mile | Sally Kipyego     | 9:21,04     | Jennifer Simpson  | 9:26,19  | Jordan Hasay   | 9:36,00  |
| Skok o tyczce     | Jennifer Suhr     | 4,70        | Kylie Hutson      | 4,60     | Mary Saxer     | 4,50     |
| Skok w dal        | Tori Bowie        | 6,67        | Christabel Nettey | 6,49     | Chelsea Hayes  | 6,33     |